# تروپاتپین
تروپاتپین (به انگلیسی: Tropatepine) (با نام تجاری Lepticur) یک آنتی‌کولینرژیک است که به عنوان عامل ضد پارکینسون استفاده می‌شود.